# Avant Records
Avant Records was een onafhankelijk Japans platenlabel gespecialiseerd in avant-garde en experimentele muziek. Het label werd in 1992 opgericht door saxofonist en componist John Zorn en producer Kazunori Sugiyama. De muziek die werd uitgebracht varieerde van heavy rock tot free jazz. Er kwamen zo'n tachtig platen uit voordat Zorn in 1995 Tzadik Records oprichtte. Enkele namen van musici op het Avant Records-label: Naked City (met onder meer Zorn en Fred Frith), DNA (een groep van Arto Lindsay), Anton Fier, Ikue Mori, Marc Ribot en Bill Laswell.